# Stadtmauer Aachen

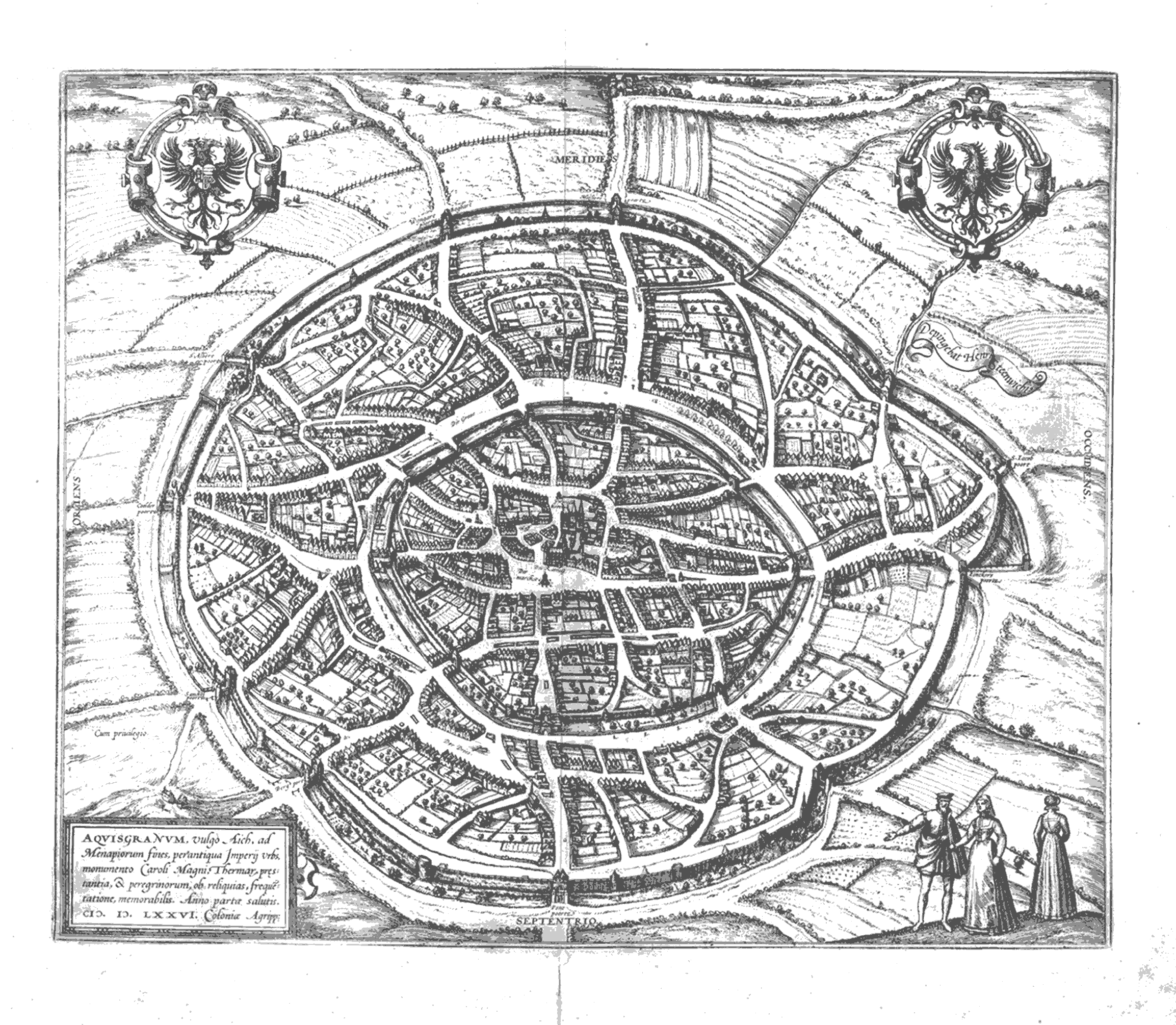
Stadtansicht Aachens von 1576 mit den beiden Mauerringen

Die Stadtmauer von Aachen war ein doppelter Mauerring, der die Stadt Aachen vor Angriffen schützen sollte. Er wurde in zwei Baustufen errichtet, der innere Ring ab 1172, der äußere etwa ab 1300.
Von beiden Mauern, deren zahlreichen Türmen sowie Stadttoren sind nur Teile erhalten geblieben. Von den Türmen existieren lediglich noch der frühere Wachturm Lavenstein, der Lange Turm, der Marienturm, der Pfaffenturm und der kleine Adalbertsturm. Die beiden noch erhaltenen Stadttore, das Marschiertor und das Ponttor, wurden im Zweiten Weltkrieg stark beschädigt, konnten jedoch restauriert werden.

## Innere Stadtmauer

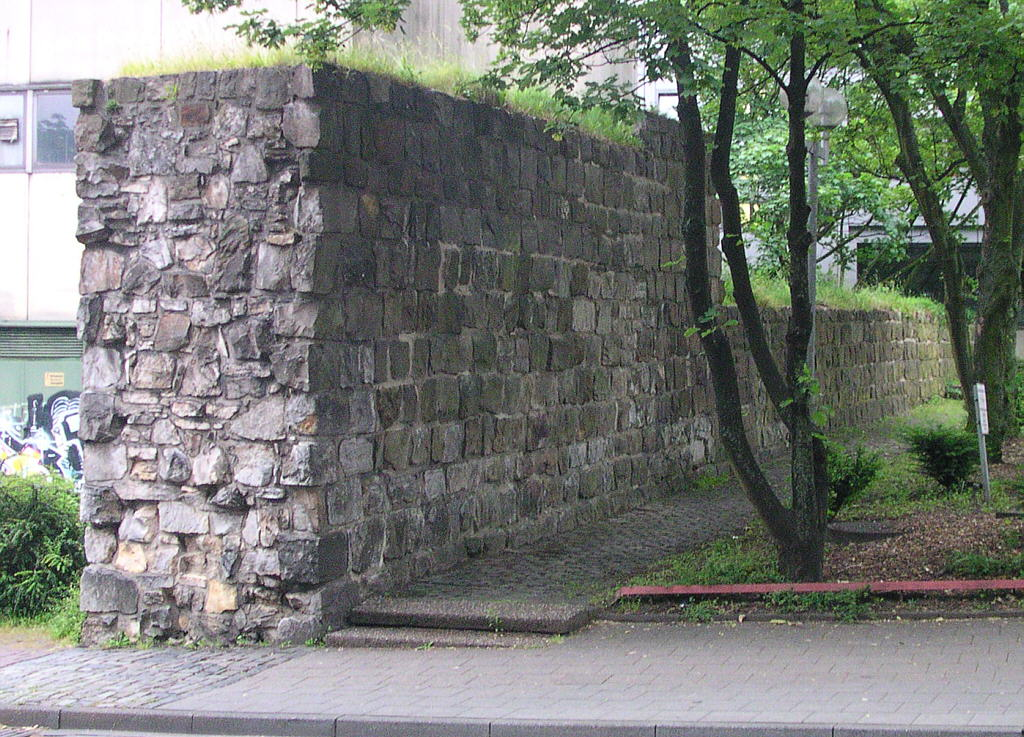
Reste der inneren Stadtmauer am Templergraben

Mit dem Bau der inneren Stadtmauer Aachens, die auch den Namen innerer Ring, Grabenring,  erste Mauer oder Barbarossa-Mauer trägt, wurde 1172 begonnen. Auslöser war Kaiser Friedrich I. Barbarossa, der den Bürgern Aachens 1171 das Versprechen abnahm, das von ihm im Jahre 1166 mit dem Münz-, Markt- und Stadtrecht versehene Aachen durch eine Stadtmauer schützen zu lassen. Nach ihm heißt die erste Mauer daher auch Barbarossamauer. Aachen erhielt die Auflage, innerhalb von vier Jahren eine die damalige Stadt komplett umschließende Mauer zu errichten. Beim Bau der inneren Stadtmauer wurden im Bereich der heutigen Komphausbadstraße die Thermalquellen der Unteren Aachener Quellengruppe entdeckt.
Die Mauer wurde als Gussmauer errichtet. Dabei wurden auf beiden Seiten eine normale Mauer errichtet. Der Zwischenraum wurde schichtweise mit Steinen gefüllt und mit Mörtel vergossen. Der so errichtete Mauerring hatte eine Länge von 2480 Metern, die Dicke schwankte zwischen 1,5 und 2,5 Meter. Wann der innere Ring fertiggestellt wurde, ist nicht bekannt, anscheinend waren aber bei der Belagerung Aachens 1248 durch Wilhelm von Holland immer noch einige Abschnitte des inneren Rings lediglich durch Wälle und Palisaden geschützt.
Im heutigen Straßenbild finden sich größere Reste der inneren Stadtmauer im Bereich des Universitätsviertels der Rheinisch-Westfälischen Technischen Hochschule am Templergraben. Weitere Reste sind am Seilgraben sowie an der Minoritenstraße zu sehen. Dort befindet sich außerdem eine Hinweistafel auf die frühere Stadtmauer.  

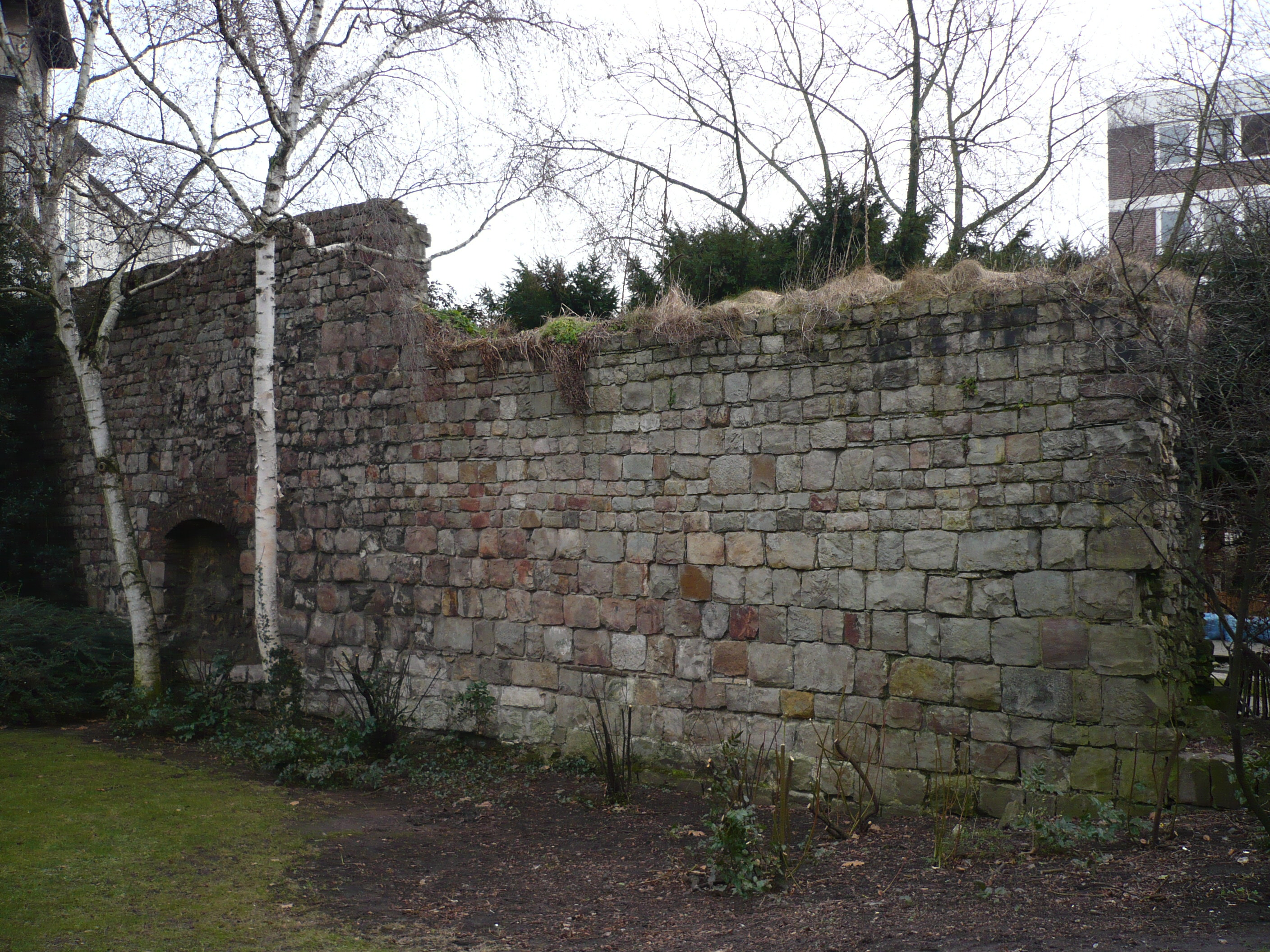
Reste der inneren Stadtmauer am Templergraben

Ausgrabungen zeigen, dass die Mauer auf einem Erdwall errichtet wurde. Zur Zeit der Franken waren Verteidigungsbauwerke aus Stein nicht gebräuchlich. Stattdessen wurden Erdwälle aufgeschichtet. Außerhalb der Mauer befand sich ein heute noch aufgrund seiner besonderen Bodenbeschaffenheit erkennbarer Graben. Er war 2550 Meter lang, 5 Meter tief und 25 Meter breit. Auf der Ostseite der Stadt, wo das Gelände flach war, wurde dieser Graben mit Wasser aus Johannisbach und Pau gefüllt, auf der Westseite, wo es größere Steigungen des Geländes gab, lag er trocken. Entlang dieses Grabens wurde später parallel zum Mauerverlauf eine Ringstraße angelegt, der jetzige „Grabenring“, dessen Teilstraßen überwiegend auf „-graben“ enden (Hirschgraben, Seilgraben, Dahmengraben, Holzgraben, Kapuzinergraben, Alexianergraben, Löhergraben, Karlsgraben und Templergraben).

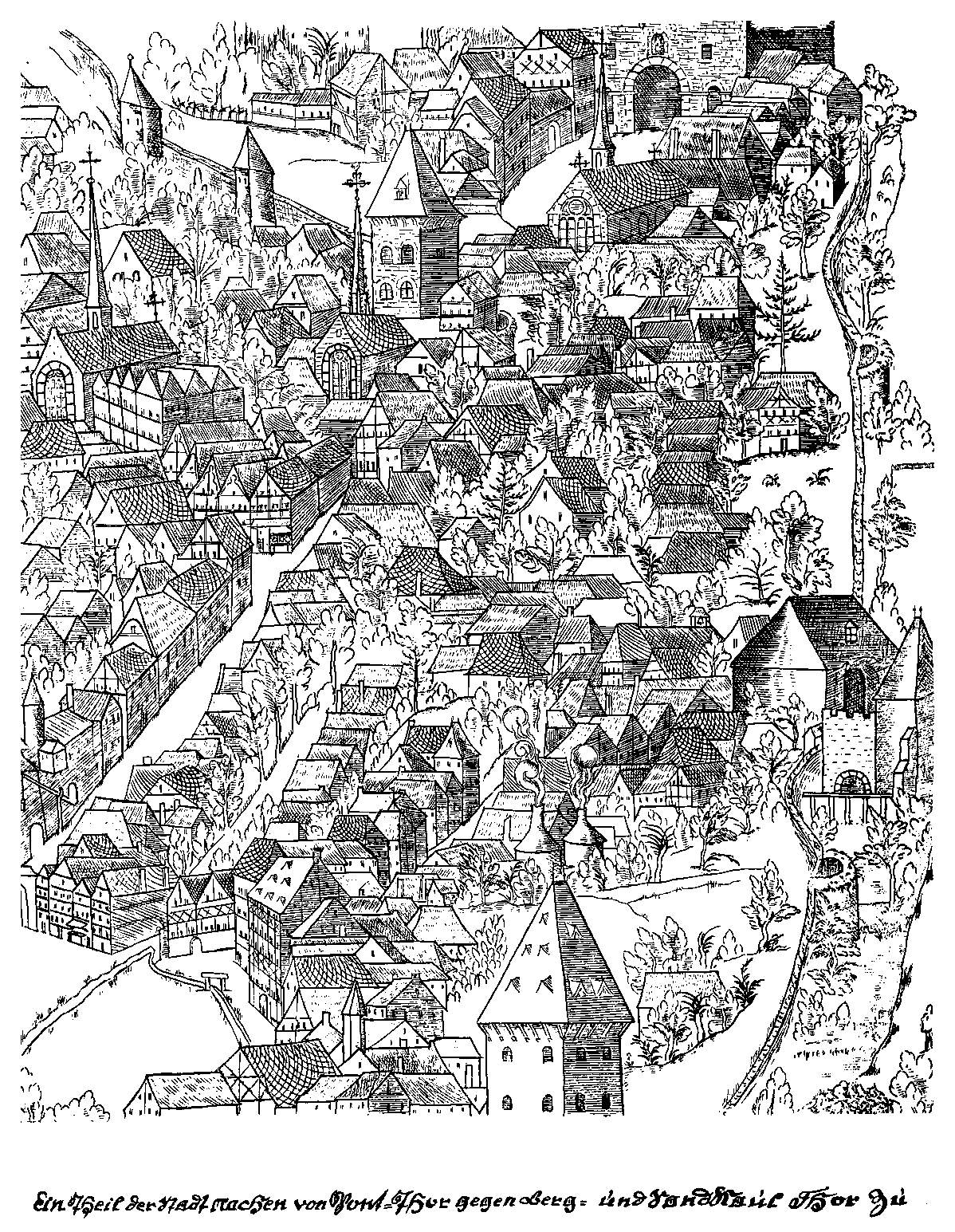
Teil einer Stadtansicht mit Pontmitteltor (oben Mitte) und nach links verlaufender innerer Mauer mit Türmen

Die Auswertung alter Zeichnungen aus dem 16. Jahrhundert deutet auf zehn Stadttore und zehn Türme hin, manche Historiker nehmen davon abweichend jedoch nur acht ursprüngliche Tore an. Einige Tore der ersten Stadtmauer erhielten nach dem Bau der zweiten Stadtmauer den Namenszusatz „Mitteltor“, um sie von den neu errichteten äußeren Toren zu unterscheiden. Sie lagen in der Mitte des Wegs vom Stadtzentrum zu dem äußeren Tor. So wurde beispielsweise das alte Kölntor, das sich in der Großkölnstraße auf der Höhe der Mefferdatisstraße befand, nach der Errichtung des neuen Kölntors am heutigen Hansemannplatz in Kölnmitteltor umbenannt. Daneben gab es auch das Jakobs-, Königs-, Marschier- und Pontmitteltor. Die fünf anderen Tore hießen Besterdertor, Harduinstor, Neutor, Scherptor und Ursulinertor. Haupttore waren das Pontmitteltor im Norden, das Kölnmitteltor im Osten, das Marschiermitteltor im Süden und das Jakobsmitteltor im Westen. Die meisten Tore der Barbarossamauer waren einfache viereckige Tortürme. Lediglich das Scherptor soll ein Tor mit zwei Türmen gewesen sein. Über den Stadtgraben führte eine Zugbrücke. Die vier Haupttore hatten zur besseren Verteidigung Barbakanen, also Vortore auf der Außenseite des Grabens.

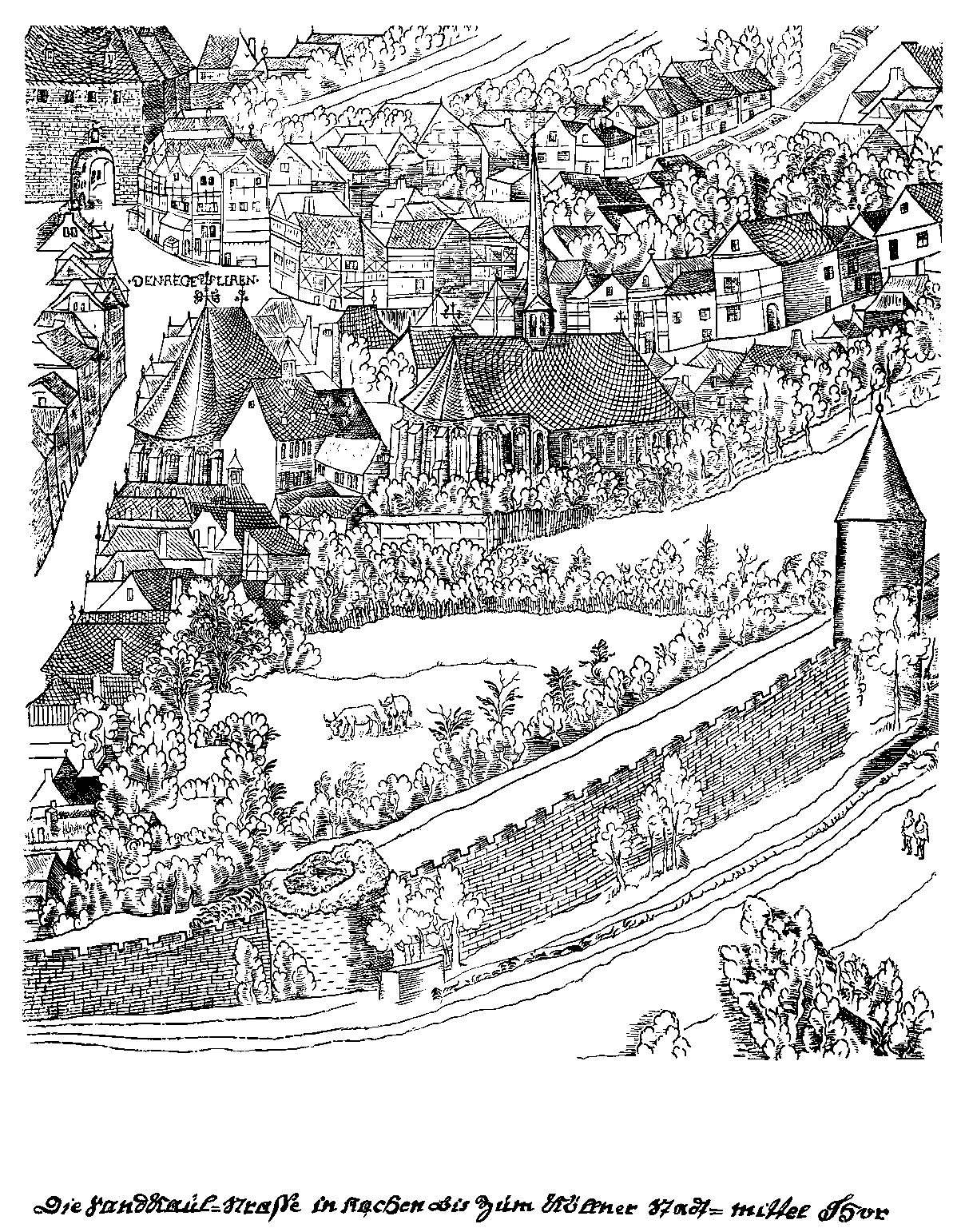
Teil einer Stadtansicht mit Kölnmitteltor (oben links)

Als erste Tore wurden das Marschiermitteltor, das auch Burtscheider Mitteltor genannt wurde, und das Jakobsmitteltor wahrscheinlich schon gegen Ende des 16. Jahrhunderts abgerissen. Es folgten 1764 das Königs-Mitteltor und das Neutor sowie 1783 das Besterdertor. Die übrigen Tore verschwanden im Zug der allgemeinen Schleifung der Stadtbefestigung im ersten Viertel des 19. Jahrhunderts.
Auf der Ostseite der inneren Stadtmauer lagen die Stadttore relativ nahe zueinander. Auf der Westseite gab es dagegen lange Mauerzüge ohne Tor, die durch zusätzliche Türme gesichert wurden. Diese zusätzliche Sicherung war auch deshalb erforderlich, weil der Stadtgraben hier wegen des Geländeverlaufs nicht mit Wasser gefüllt werden konnte und daher leichter zu überwinden war als der Wassergraben auf der Ostseite. Von den meisten dieser Türme ist kein Name überliefert. Einige dieser Türme waren lediglich Schanztürme, d. h. halbkreisförmige oder rechteckige Vorsprünge der Stadtmauer ohne Mauerabschluss zur Stadtseite hin. Andere waren halbrunde oder runde Volltürme, Vierecktürme gab es in der inneren Stadtmauer außer den Stadttoren keine.
Anders als die später errichtete zweite, äußere Mauer umschloss die erste einen gewachsenen und bebauten Stadtbereich. Bestehende Strukturen, existierende Siedlungen und Straßenverläufe mussten berücksichtigt werden, so dass ein kreisförmiger Mauerbau nicht möglich war. So konnte z. B. der Mauerverlauf zwischen Pontmitteltor und Neutor nicht geradlinig erfolgen, sondern musste zum Einbeziehen an der Stelle der späteren Deutschordenskommende St. Aegidius liegenden Hauses der Herren von Punt um dieses einen Knick machen, was sonst möglichst vermieden wurde. Dieser Knick wurde durch einen Rundturm gesichert.
Die innere Stadtmauer besaß auch Vorwerke außerhalb der Mauer. Drei davon standen ungefähr an den Stellen, an denen später das Marschiertor, das Ponttor und der Lange Turm errichtet wurden, zwei waren durch die als Wehrturm erbauten Kirchtürme von St. Jakob und St. Peter gebildet.

## Äußere Stadtmauer

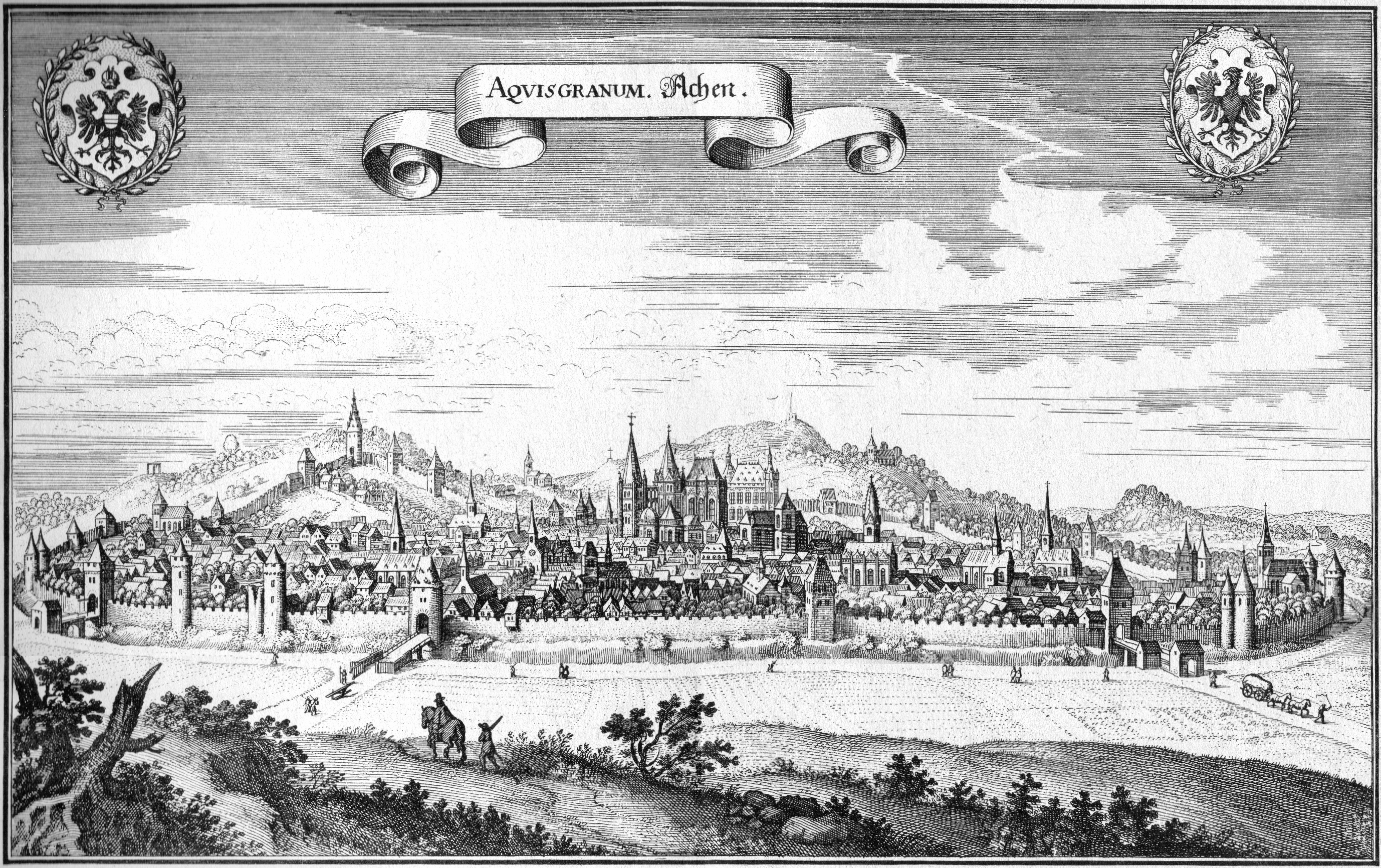
Matthäus Merian: Kupferstich Aachens mit der äußeren Stadtmauer von Südwest gesehen, 1645

Da die innere Mauer schon bald das Wachstum der Stadt Aachen einschränkte, begannen die Bürger damit, einen zweiten Mauerring in größerer Entfernung um die Stadt zu errichten. Die exakte Bauzeit ist ungewiss, ein Beginn 1257, wie er im Hinblick auf eine Spende von Richard von Cornwall anlässlich seiner Krönung in Aachen häufig angenommen wird, eher unwahrscheinlich. Zu diesem Zeitpunkt musste wohl erst noch die innere Mauer fertiggestellt werden, und die Widmung der Spende für die Befestigung der Stadt bezog sich wohl eher auf diese Arbeiten und die Vorwerke als auf die äußere Stadtmauer. Daher ist von einem Baubeginn gegen Ende des 13. Jahrhunderts und einer Fertigstellung der Befestigung gegen Mitte des 14. Jahrhunderts auszugehen.

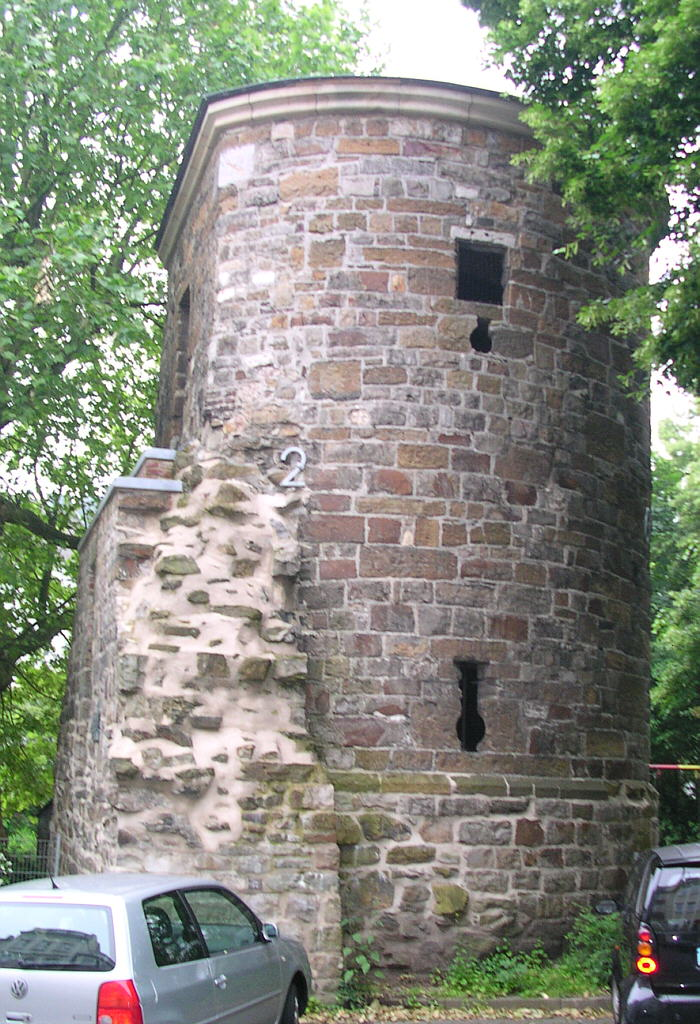
Reste der äußeren Mauer am Lavenstein

Während die erste, innere Mauer um ein bereits existierendes bebautes Gebiet errichtet wurde, konnte die zweite, äußere Mauer großzügig angelegt werden. So war es möglich, ein fast kreisförmiges Bauwerk zu errichten. Es wurde so angelegt, dass die karolingische Anlage von Pfalz und Pfalzkapelle ins Zentrum rückte. Der größte Teil des von der äußeren Mauer umschlossenen Gebietes wurde bis ins 19. Jahrhundert lediglich landwirtschaftlich genutzt, und nur an den Hauptausfallstraßen existierte eine Besiedelung.
Die äußere Mauer wurde nach einem ähnlichen Verfahren wie die innere errichtet. Sie hatte eine Länge von etwa 5.300 m, war etwa 8–10 m hoch und 2–3 m dick, an besonders gefährdeten Stellen sogar bis zu 4 m. Auf der Stadtseite hatte sie Rundbogennischen mit Schießscharten, auf der Mauerkrone Zinnen mit Breiten von 1–4 m und Zwischenräumen von 70–80 cm. Zwischen Junkerstor und Jakobstor war wegen des Geländes eine Zwingeranlage erforderlich, die Lütticher Schanze. Mauerabschnitte zwischen den Toren und Türmen wurden zusätzlich durch Erker geschützt, von denen aus man auch den Raum unmittelbar an der Stadtmauer beschießen konnte. Entlang der Innenseite des Mauerrings waren die Wachthäuser für die Wächter der Türme und Tore verteilt. Auch um den äußeren Mauerring herum wurde ein Graben mit einer Breite von etwa 24–28 m angelegt. Wo er mit Wasser gefüllt war, hatte er eine Tiefe von etwa 7–8 m, an den trockenen Stellen eine Tiefe von etwa 10–12 m.

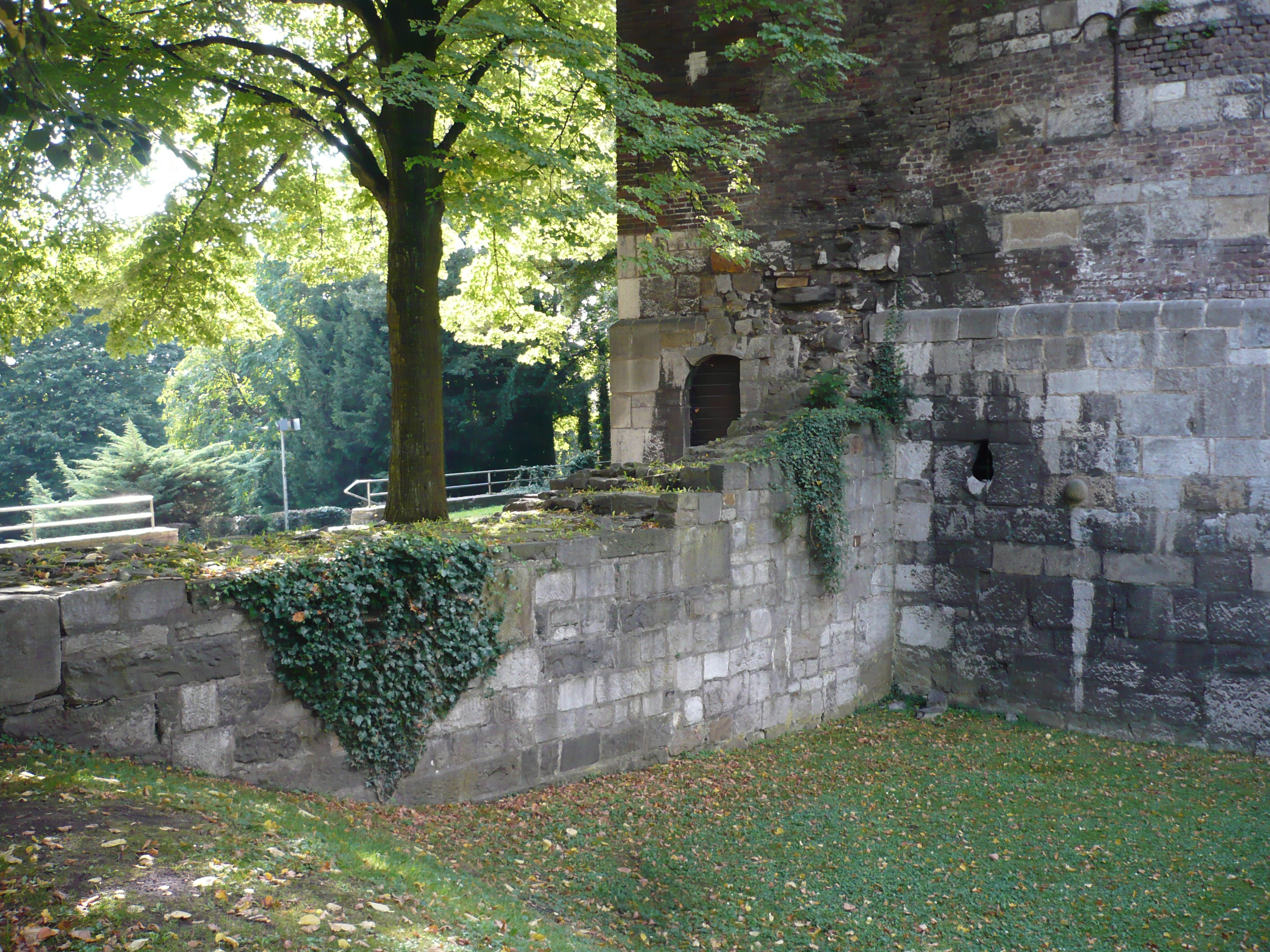
Reste der äußeren Mauer an der Marienburg

Napoleon I. ordnete die Schleifung der Stadtbefestigung an, die aber während der französischen Besetzung Aachens nur teilweise durchgeführt wurde. Er ließ den Bereich zwischen dem Hansemannplatz, an dem sich das ehemalige Kölntor befand, und dem Ponttor begrünen. Mit dieser Aufgabe wurde Hofgärtner Maximilian Friedrich Weyhe beauftragt. So entstanden die Straßen Monheimsallee und Ludwigsallee und zum Adalbertstor hin die Heinrichsallee, nach denen der Straßenring, an dem sich noch heute der Verlauf der äußeren Stadtmauer erkennen lässt, „Alleenring“ genannt wird. Vom Ponttor aus folgt der Ring heute den Straßen Pontwall, Turmstraße, Junkersstraße, An der Schanz (wo sich die Lütticher Schanze befand) und Boxgraben zum Marschiertor. Zwischen Marschiertor und Adalbertstor weicht der Verlauf des Alleenrings von dem ehemaligen Mauerverlauf ab, dieser folgte ungefähr dem Verlauf Wallstraße, Schützenstraße, Gottfriedstraße, Martin-Luther-Straße.
Im Lauf der Stadterweiterungen des 19. Jahrhunderts und der Anlage der Eisenbahntrassen wurden die verbliebenen Teile der Stadtbefestigung abgerissen, nur zwei Stadttore und fünf Türme entgingen der Zerstörung. Während von der inneren Mauer noch einige alleinstehende Mauerzüge erhalten sind, sind von der äußeren Mauer lediglich noch Maueransätze an den erhaltenen Toren und Türmen vorhanden.

### Stadttore

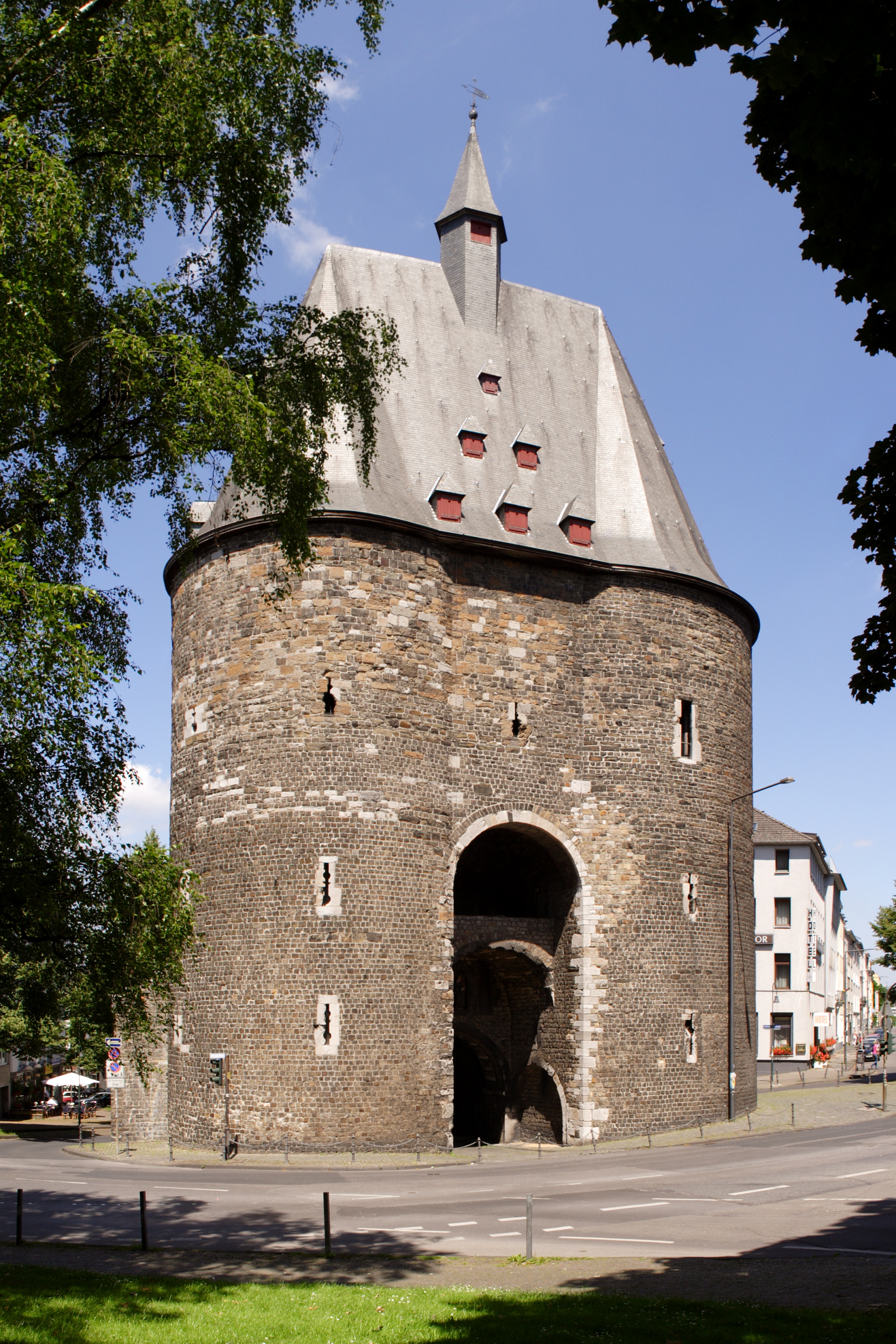
Marschiertor

Die äußere Stadtmauer hatte insgesamt elf Stadttore, von denen nur noch das Ponttor und das Marschiertor erhalten sind. Gelegentlich wird der Wasserturm wegen seines großen Wasserdurchlasses als zwölftes Tor angesehen. Eine Messung ergab, dass sämtliche Stadttore bis auf das ehemalige Jakobstor auf einer Kreisbahn mit dem Mittelpunkt auf dem Katschhof, einer Freifläche zwischen dem Oktagon des Doms und dem Rathaus, angeordnet waren.

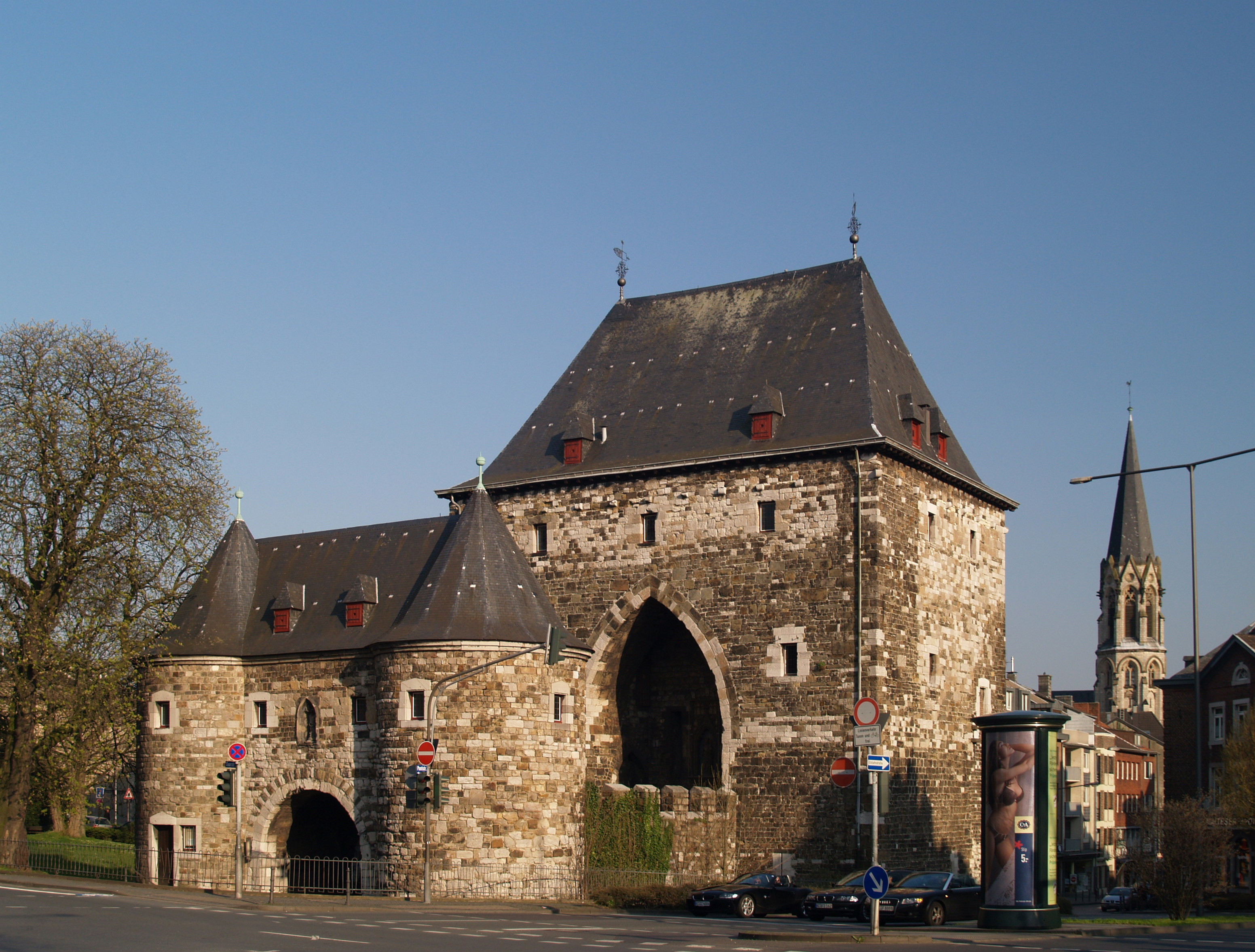
Ponttor

Die vier Haupttore waren das Ponttor im Norden, das Kölntor im Osten, das Marschiertor im Süden und das Jakobstor im Westen. Weitere Tore waren zwischen Ponttor und Kölntor das Bergtor und das Sandkaultor, zwischen Kölntor und Marschiertor das Adalbertstor und das Wirichsbongardstor, zwischen Marschiertor und Jakobstor das Rostor und zwischen Jakobstor und Ponttor das Junkerstor und das Königstor.
Neun dieser Tore dienten auch als Sitz der neun unter dem Kommando eines Hauptmannes stehenden Grafschaften, in die der Glockenklang
des Aachener Reichs aufgeteilt war, also der Bereich der Umgebung Aachens, der durch das Läuten der Glocken der Stadt vor Gefahren gewarnt werden konnte.
Das vollständig erhaltene (bzw. restaurierte) Ponttor zeigt am besten den grundsätzlichen Aufbau der Stadttore des äußeren Mauerrings. Der Hauptbau war entweder wie beim Ponttor ein Rechteckbau oder bestand wie beim Marschiertor aus zwei durch einen Mittelbau verbundenen Rundtürmen. Ähnlich, nur kleiner, waren auch die Vortore (Barbakanen) aufgebaut, die außerhalb des trockenen oder mit Wasser gefüllten Grabens standen. Lediglich das Junkerstor hatte kein Vortor. Hauptbau und Vortor waren über eine steinerne Brücke verbunden, die über den Graben führte. Seitlich waren diese Brücken durch zinnenbewehrte Mauern geschützt.

### Türme

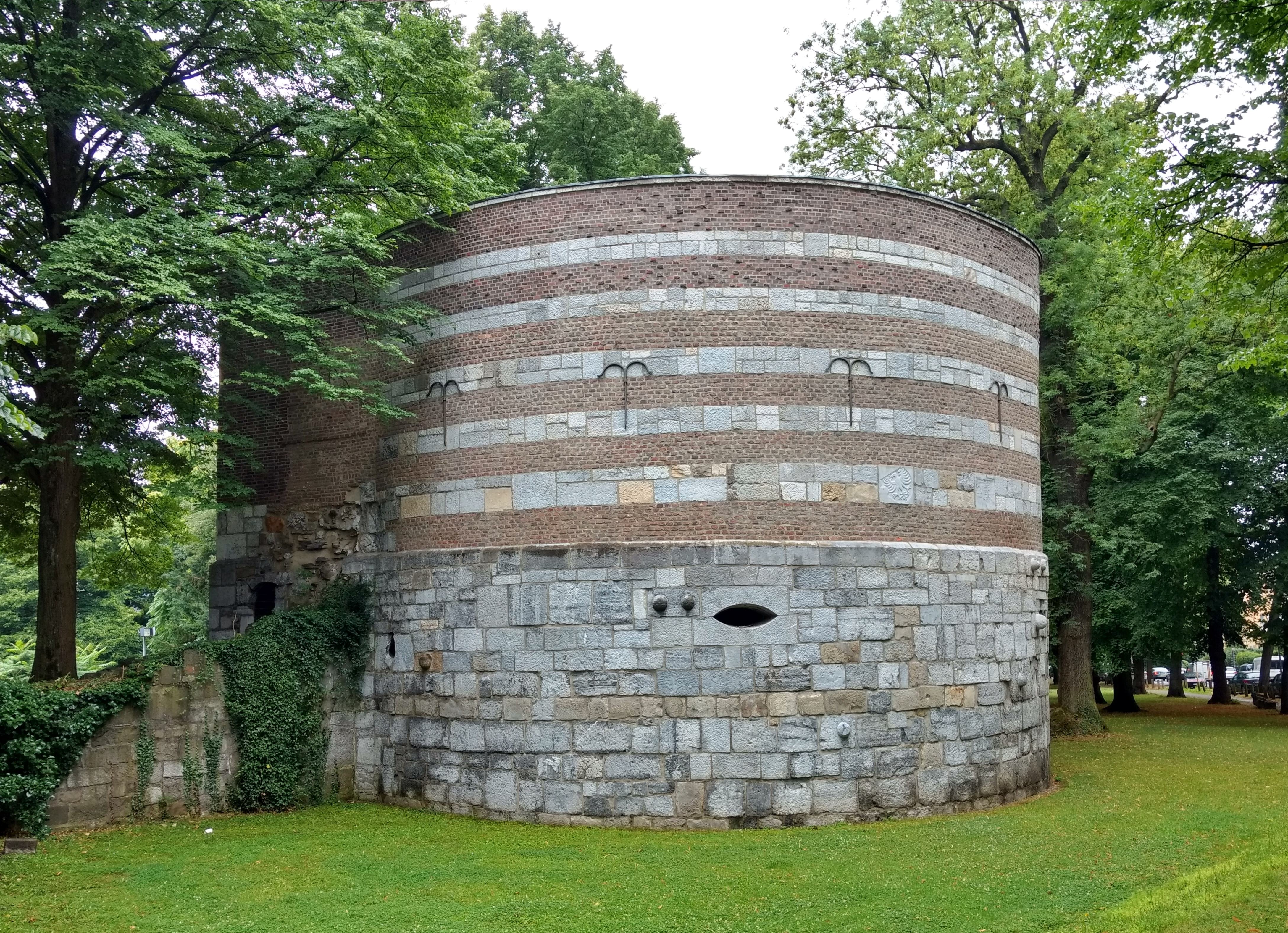
Marienturm

Die äußere Mauer besaß 23 Türme, von denen nur noch wenige erhalten geblieben sind. Da die äußere Stadtmauer bei etwa gleicher Anzahl der Tore etwa die doppelte Länge wie die innere hatte, waren hier auch auf der Ostseite Türme zwischen den einzelnen Toren angeordnet. Aber auch beim äußeren Mauerring waren die Türme aus den bereits für die innere Stadtmauer genannten Gründen auf der Westseite konzentriert, besonders im Nordwesten, wo allein sechs Türme zwischen Königstor und Ponttor standen. Wie bei der inneren Stadtmauer gab es auch bei der äußeren Stadtmauer Schanztürme und Volltürme. Neben den halbrunden und runden Volltürmen kamen hier auch solche mit viereckigem Grundriss vor.
Der breiteste der noch erhaltenen Türme ist der Marienturm, der auch Marienburg genannt wird. An seinen Seiten befinden sich noch deutlich erkennbare Reste der äußeren Stadtmauer. Der Name resultiert daher, dass seine Grundsteinlegung am Maria Himmelfahrtstag, dem 14. August des Jahres 1512 erfolgte. Heute befindet sich hier ein Ehrenmal für die Opfer beider Weltkriege.
Der Lange Turm, der ebenfalls Pulverturm genannt wird, war das am höchsten gelegene und gleichzeitig das höchste Bauwerk der äußeren Stadtmauer. Er befindet sich in der heutigen Turmstraße, war früher ein Wachturm und diente aufgrund seiner exponierten Lage zusätzlich als Feuerwache.
Neben diesen Bauwerken sind drei kleinere Rundtürme erhalten: der Lavenstein am Boxgraben, der Pfaffenturm in der Junkerstraße und der Adalbertsturm am Kaiserplatz.

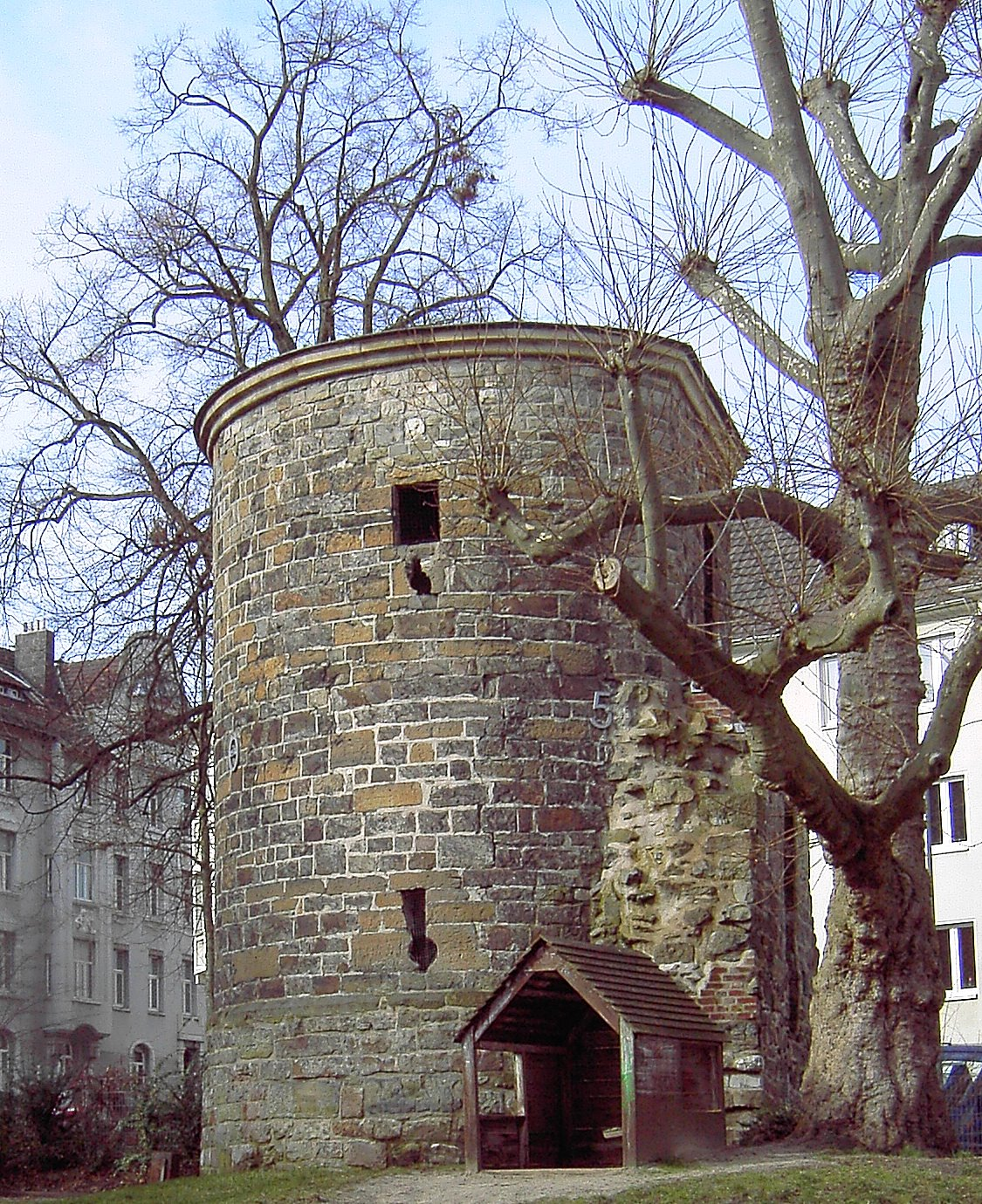
Lavenstein
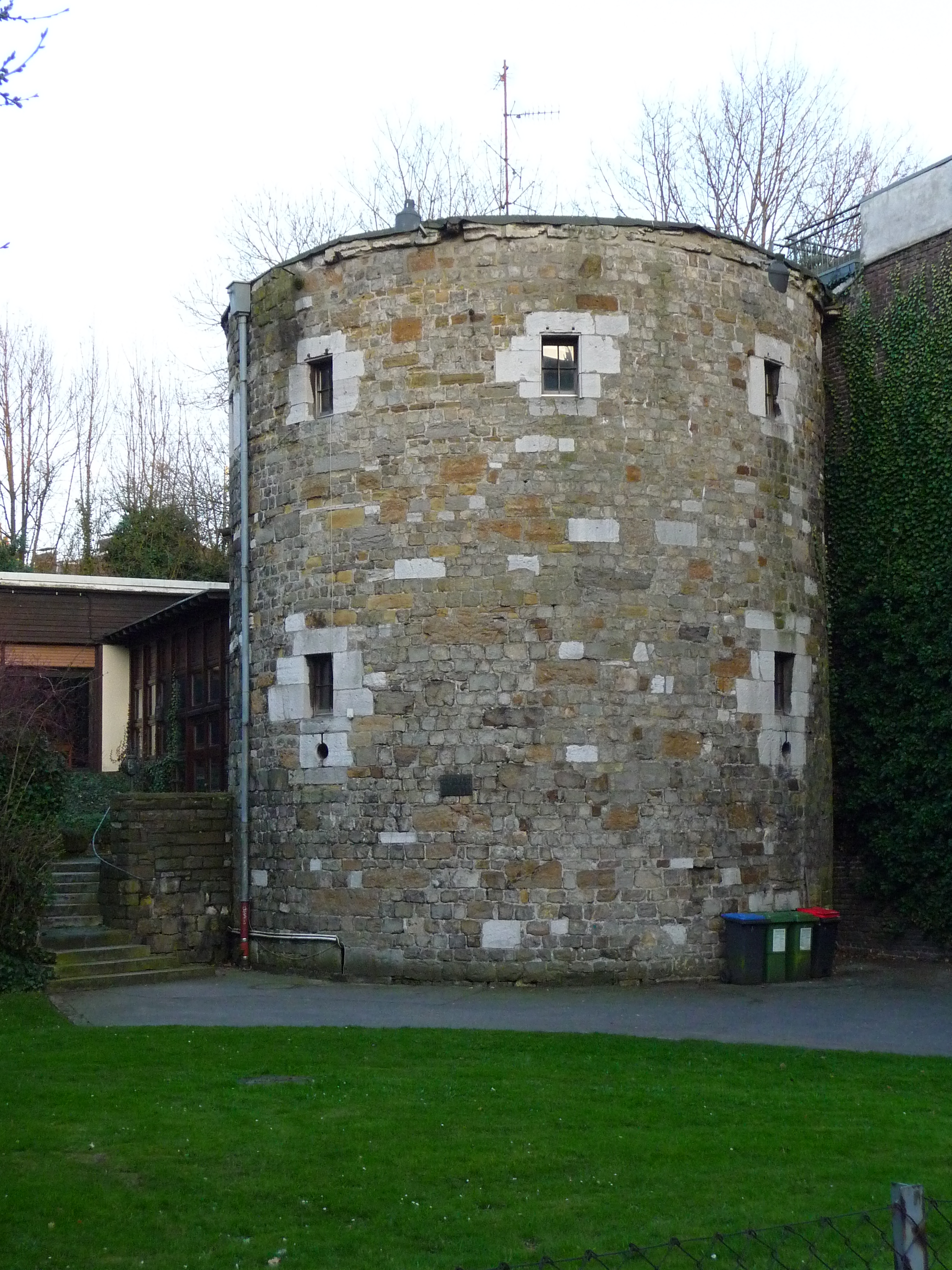
Pfaffenturm
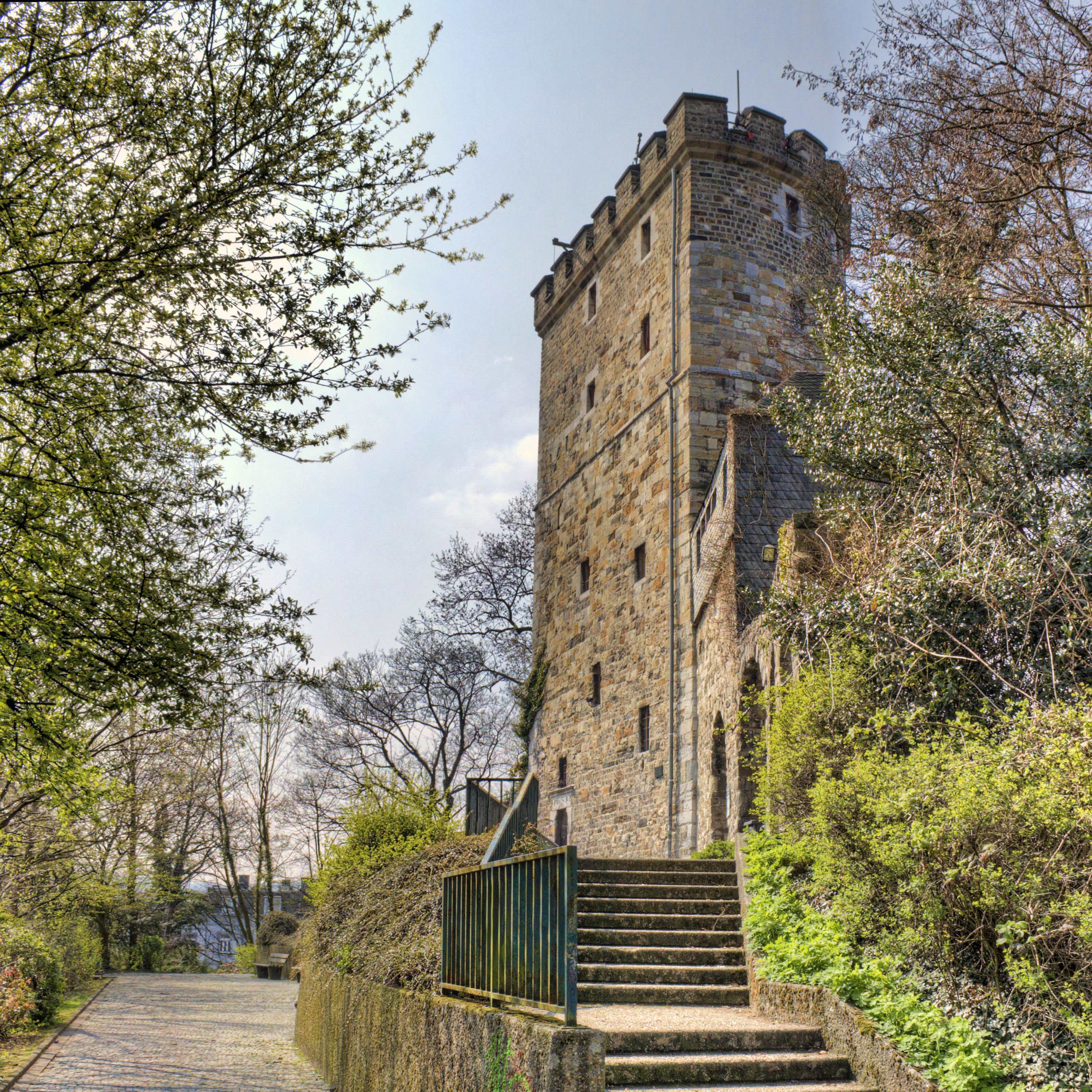
Langer Turm
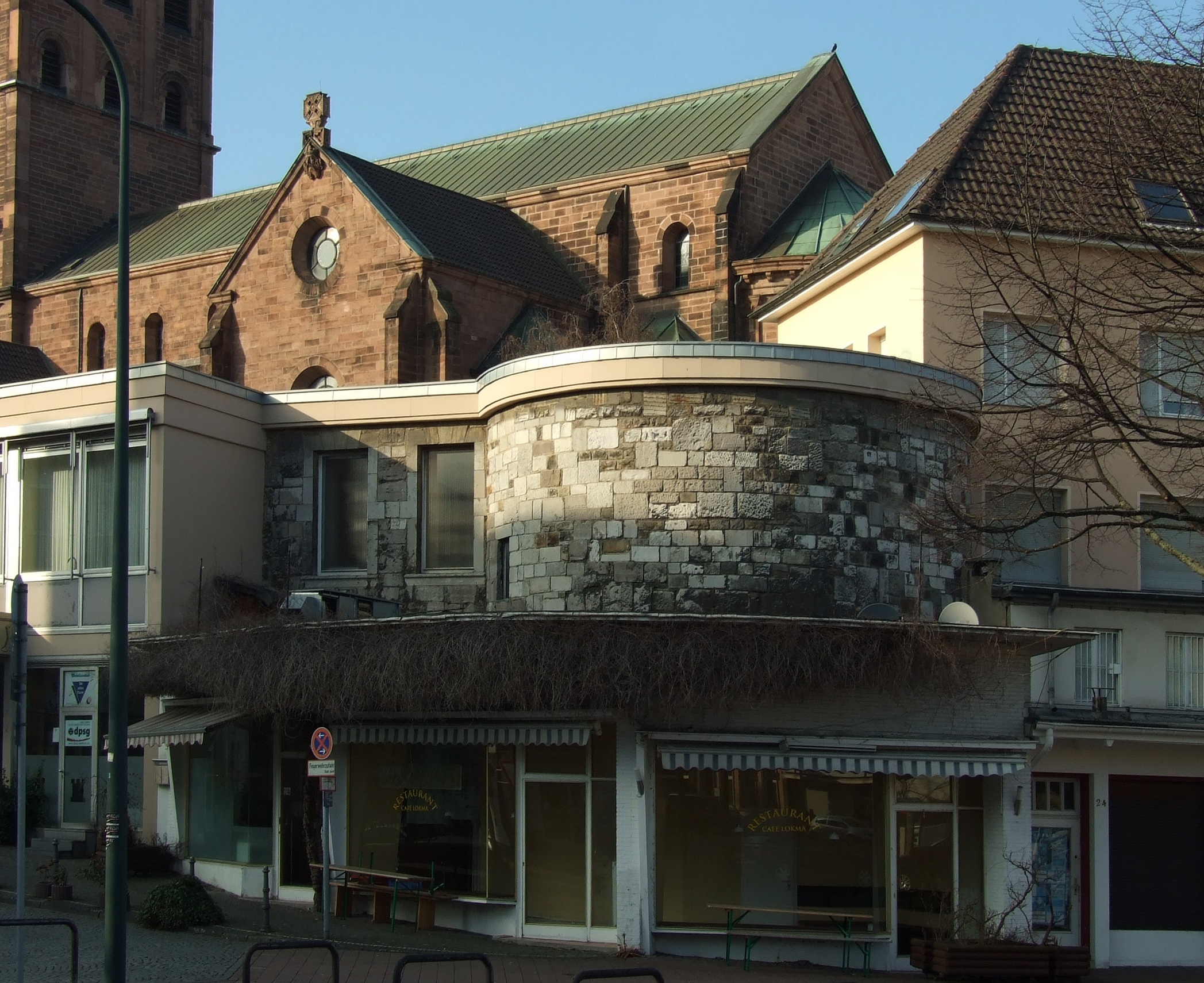
Adalbertsturm

## Aachener Landgraben
Den Stadtmauern vorgelagert war der Aachener Landgraben. Er hatte eine Länge von rund 70 km und bestand aus einem wassergefüllten Graben, einem Haupt- und mehrere Nebenwällen. Auf dem Hauptwall war eine Hainbuchenhecke gepflanzt, die durch gezielten Beschnitt zu einem Gebück erzogen wurde. 